# John Boyega
John Adedayo B. Adegboyega (sinh ngày 17 tháng 3 năm 1992, nghệ danh: John Boyega) là một diễn viên người Anh. Anh được biết đến qua những vai Finn trong Star Wars: The Force Awakens (2015) và Star Wars: The Last Jedi (2017).

## Thời thơ ấu
Boyega sinh ra tại thủ đô London, Anh Quốc. Anh là con trai của Abigail (nhũ danh: Aboderin) và Samson Adegboyega